# Laguna Lacandón
A  Laguna Lacandón  é uma laguna localizada na Guatemala, cuja cota de altitude é de 100 metros acima do nível do mar. Localiza-se no departamento de El Petén, no município de La Libertad.